# چلیسبان
چلسبان روستایی در بخش خرقان شهرستان زرندیه در استان مرکزی ایران است.

## جمعیت
این روستا در دهستان الویر قرار دارد و براساس سرشماری مرکز آمار ایران در سال ۱۳۹۵، جمعیت آن ۳۳۵ نفر (۱۲۵ خانوار) است. زبان مردم روستا ترکی و وابسته به شاخه جنوبی ترکی آذربایجانی است.

## جغرافیا
روستای تاریخی چلسبان روستایی است در ۸۰ کیلومتری شمال شهر ساوه، از توابع شهرستان زرندیه و در غرب استان تهران که با فاصله ۱۵۰ کیلومتری از پایتخت قرار گرفته است. این روستا در بخش خرقان (به ترکی قاراقان) واقع می‌باشد که سابق بر این از بخشهای ساوه بود ولی اکنون جزء یکی از بخشهای شهرستان زرندیه می‌باشد. نزدیکترین روستا به آن روستای ازبیزان می‌باشد.

## تاریخ
چلسبان مخفف واژه چهل اسبان احتمالاً چهل اسب سوار می‌باشد. نگهداری اسب و سوارکاری آن در میان اهالی روستا تا دهه‌های قبل بسیار رایج بوده و در مراسم تعزیه خوانی از سوارکاران زبده استفاده می‌شده است. اخیراً دیگر نشانی از نگهداری اسب و سوارکاری در روستا دیده نمی‌شود.

## بافت
بافت روستا پلکانی بوده و تمامی خانه‌های روستایی به صورت فشرده و نزدیک به هم بر روی صخره سنگی بزرگی که اطراف آن با جنگل و زمین‌های کشاورزی احاطه گردیده است، احداث گردیده و به همین علت با وجود زلزله شدید سال ۱۳۴۱ در بوئین زهرا هیچ آسیب جدی ندیده است و بافت تاریخی و قدیم خود را بر خلاف تمام روستاهای اطراف همچنان حفظ نموده است به گونه ای که این روستا را از تمامی روستاهای اطراف خود به نحو شگفت‌انگیزی متمایز نموده است.

## آب و هوا
روستای چلسبان در زمستان آب و هوای سرد و در تابستان هوایی معتدل را دارد. روستای چلسبان در مجاورت کوه و قله اینجی قارا (واژه ای است ترکی به معنای مروارید سیاه) قراردارد. این کوه به ارتفاع ۲۹۵۰ متر در میان اهالی روستای چلسبان و نیز روستاهای اطراف از احترام ویژه ای برخوردار است و باعث تأمین آب و نیز هوای خنک روستا گردیده است.

## اقتصاد
شغل اصلی مردم روستا کشاورزی و باغداری و در درجه دوم دامداری است. محصولات عمده کشاورزی روستا گندم و جو و به صورت جزیی یونجه و حبوبات است. همچنین محصولات عمده باغی آن به صورت عمده شامل انگور، گردو، بادام و سیب و به صورت جزیی محصولاتی چون زردآلو، آلو، آلبالو، گلابی می‌باشد. همچنین دامداری در روستا به صورت سنتی رواج دارد که تأمین کننده شیر، گوشت و پشم مورد نیاز روستاییان می‌باشد.

## مسجد روستا
در مرکز روستا مسجدی بزرگ و قدیمی بنا نهاده شده است که بیانگر قدمت و بزرگی روستای چلسبان می‌باشد. این مسجد محل عبادات و همچنین اجتماعات روستا می‌باشد. بر اساس سبک و سیاق معماری این بنا به احتمال قریب به یقین در دوره صفویه ساخته شده باشد. بنای فوق در میان بافت کوهپایه‌ای روستا و در میان مرکزی این ده بنا شده است. مسجد چلسبان بر اساس طرحی ساخته شده که در آن حیاط به عنوان واحد معماری مرکزی بنا بوده که واحدهای معماری تابعه آن در سه طرف شمال، جنوب و غرب این حیاط مرکزی بنا گردیده‌اند. حرم یعنی قسمت اصلی مسجد در طرف غرب حیاط ساخته شده و متشکل از یک ایوان وفضای داخلی مسجد بخش اجتماعات می‌باشد این فضای دارای سه ورودی از جناحین آن است. طرح حرم، بر اساس پلانی مستطیل شکل بنا شده و از داخل دارای صفه‌هایی ساده می‌باشد ویژگی و شاخصه اصلی این بنا طرح و نقشه قسمت اصلی مسجد یعنی حرم آن می‌باشد که مستطیلی شکل بنا شده و در ضلع غربی حیاط ساخته شده است. لازم است ذکر شود که مسجد دارای گنبدی نیز بوده که در زلزله سال ۱۳۴۱ قزوین این گنبد نیز ترک برداشت و اهالی جهت اطمینان گنبد را تخریب و به جای آن از تیرآهن و مصالح جدید استفاده کردند
این بنا به عنوان یک اثر قدیمی در سازمان میراث فرهنگی به ثبت رسیده است. چند سال قبل یکی از بناهای تاریخی روستا به سرقت رفت و سپس مسجد به آتش کشیده شد.